# ガウ＝アルゲスハイム
ガウ＝アルゲスハイム（独: Gau-Algesheim）は、ドイツ連邦共和国ラインラント＝プファルツ州マインツ＝ビンゲン郡にある市。ガウ＝アルゲスハイム連合自治体（独: Verbandsgemeinde Gau-Algesheim）の行政庁所在地である。

## 姉妹都市
- ソーリュー (Saulieu)（フランス）
- カプリーノ・ヴェロネーゼ (Caprino Veronese)（イタリア）
- レッドフォード (Redford, Michigan)（アメリカ合衆国）
- ノイディテンドルフ (Neudietendorf)（テューリンゲン州）
- シュトッテルンハイム (Stotternheim)（テューリンゲン州エアフルト）